# Collegio elettorale di Mombello
Il collegio elettorale di Mombello è stato un collegio elettorale uninominale del Regno di Sardegna. Fu istituito con la legge del 20 novembre 1859, n. 3778, uno dei 21 collegi della provincia di Alessandria. Comprendeva i territori di Mombello, Pontestura, Gabiano, Villadeati e Montiglio. 

## Dati elettorali
Nel collegio si svolsero votazioni per la sola VII legislatura e fu poi unito al collegio elettorale di Villadeati.

### VII legislatura
Le votazioni si svolsero in 387 collegi uninominali a doppio turno. Come previsto dalla legge elettorale del 20 novembre 1859, era eletto al primo turno il candidato che «riunisce in suo favore più del terzo dei voti del total numero dei membri componenti il collegio e più della metà dei suffragi dati dai votanti presenti all'adunanza» (art. 91). Se nessun candidato era eletto, al ballottaggio tra i due candidati con più voti era eletto chi otteneva il maggior numero di voti (art. 92) o, in caso di ugual numero di voti, il maggiore d'età (art. 93).
| Partito                            | Partito                            | Candidato                          | Primo turno 25 marzo 1860 | Primo turno 25 marzo 1860 | Ballottaggio 29 marzo 1860 | Ballottaggio 29 marzo 1860 |
| Partito                            | Partito                            | Candidato                          | Voti                      | %                         | Voti                       | %                          |
| ---------------------------------- | ---------------------------------- | ---------------------------------- | ------------------------- | ------------------------- | -------------------------- | -------------------------- |
|                                    | —                                  | Giovanni Bezzi                     | 269                       | 50,19                     | 360                        | 58,16                      |
|                                    | —                                  | Carlo Elena                        | 183                       | 34,14                     | 259                        | 41,84                      |
|                                    | —                                  | Giovanni Battista Bertazzi         | 84                        | 15,67                     |                            |                            |
|                                    |                                    |                                    |                           |                           |                            |                            |
| Iscritti                           | Iscritti                           | Iscritti                           | 872                       | 100,00                    | 872                        | 100,00                     |
| ↳ Votanti (% su iscritti)          | ↳ Votanti (% su iscritti)          | ↳ Votanti (% su iscritti)          | 558                       | 63,99                     | 621                        | 71,22                      |
| ↳ Voti validi (% su votanti)       | ↳ Voti validi (% su votanti)       | ↳ Voti validi (% su votanti)       | 536                       | 96,06                     | 619                        | 99,68                      |
| ↳ Schede non valide (% su votanti) | ↳ Schede non valide (% su votanti) | ↳ Schede non valide (% su votanti) | 22                        | 3,94                      | 2                          | 0,32                       |
| ↳ Astenuti (% su iscritti)         | ↳ Astenuti (% su iscritti)         | ↳ Astenuti (% su iscritti)         | 314                       | 36,01                     | 251                        | 28,78                      |

L'elezione fu convalidata dalla Camera nella tornata dell'11 aprile.